# Gara Petroșani
Gara Petroșani este o gară care deservește municipiul Petroșani, județul Hunedoara, România.

## Istoric
Gara Petroșani a fost dată în folosință în anul 1870, o dată cu linia ferată Petroșani-Simeria.